# Close Combat: Marines
Close Combat: Marines est un jeu vidéo de tactique en temps réel développé par Atomic Games et sorti en 2004 sur Windows et  Mac,,.
Close Combat: Marines est la première version de l'univers du Close Combat spécialement conçue pour l'entraînement militaire. Les forces se composent de troupes de l'USMC et de l'OpFor. Le jeu a été publié pour la première fois dans le numéro de septembre 2004 de la Gazette du Corps des Marines.
Une version commerciale pour le grand public a été réalisée sous le nom de Close Combat: Modern Tactics.